# Cantonul Liévin-Nord
Cantonul Liévin-Nord este un canton din arondismentul Lens, departamentul Pas-de-Calais, regiunea Nord-Pas-de-Calais, Franța.

## Comune
| Comune | Populație (1999) | Cod poștal | Cod INSEE |
| ------ | ---------------- | ---------- | --------- |
| Grenay | 6 395            | 62160      | 62386     |
| Liévin | 33 427 (1)       | 62800      | 62510     |